# Puente Nuevo (Mitrovica)
El Puente Nuevo (También conocido como puente de Mitrovica o Puente del Río Ibar, en serbio: Нови мост; en albanés: Ura e Re) es un puente de armadura de acero que cruza el río Ibar en Mitrovica, en el Kosovo del Norte, en Kosovo un territorio reclamado por Serbia. El nuevo puente se ha convertido en un símbolo icónico de la división de Kosovo, ya que separa a unos 80.000 albaneses de Kosovo en el sur que habitan Mitrovica de alrededor de la mitad de los serbios que viven en el norte, en Mitrovica Norte. Se utiliza como un puesto de control militar y proporciona una frontera de facto entre los enclaves serbios del norte y el resto de Kosovo.
En 2001 el puente fue reformado con dinero del gobierno francés. Las operaciones estructurales, tales como la ampliación del espacio central, la reconstrucción de la losa y pavimentos de hormigón y la sustitución de los cojinetes y juntas de dilatación, se realizaron a lo largo de cientos de metros. Aparte de estas acciones de reparación del puente, las obras también incluyeron la colocación de elementos arquitectónicos adicionales, tales como puntos de vista sobre el puente, suministro y la colocación de la iluminación, peldaños de acceso y la construcción de dos arcos decorativos. 